# Jordan Gideon Archer
Jordan Gideon Archer (Walthamstow, Inglaterra, Reino Unido, 12 de abril de 1993) es un futbolista británico. Juega de portero en el Portsmouth F. C. de la EFL Championship.

## Carrera
Nació en Walthamstow. Se unió al Tottenham Hotspur en 2009, anteriormente había jugado para el Charlton Athletic. Progresó de buena manera en la academia y firmó su primer contrato profesional en julio de 2011, después de un período de préstamo en el Harrow Borough F. C. en la Liga Isthmian. En octubre de 2011, Archer se unió al Bishop's Stortford F. C. de préstamo por un mes, el cual fue extendido hasta el fin de temporada. El 26 de septiembre de 2012, Archer se unió al Wycombe Wanderers F. C., de la League Two en una emergencia por siete días, de préstamo.
En noviembre él se reúne de nuevo con el Wycombe Wanderers F.C de manera de préstamo hasta enero de 2013. En diciembre, el Tottenham extendió el préstamo hasta el fin de la temporada 2012-13. El 21 de febrero de 2013, Archer firmó un contrato nuevo con el Tottenham, manteniéndole en el club hasta 2015. Él volvió al Tottenham Hotspur el 29 de marzo de 2013, y estuvo en el banco un día más tarde en el juego contra  Swansea City, como suplente de Brad Friedel.
Finalizó el contrato con el Tottenham Hotspur el 10 de junio de 2015. Luego de eso firmó con el Millwall un contrato de dos años un mes más tarde.
El arquero recibió el premio de la Liga al Jugador del Mes el mes de febrero de 2016.
La misma temporada, él se vio premiado por el Millwall como el Jugador de la Temporada por sus rendimientos durante la campaña 2015-16.
En enero de 2020 se incorporó al Fulham Football Club hasta final de temporada. En el mes de octubre firmó con el Motherwell F. C. hasta enero tras la lesión de larga duración que sufrió Trevor Carson. Finalizado el contrato, el 5 de enero de 2021 se confirmó su regreso a Inglaterra para jugar en el Middlesbrough F. C. hasta final de curso. Tras el mismo firmó por dos años con el Queens Park Rangers F. C. Dejó el equipo al finalizar la temporada 2023-24 para unirse al Portsmouth F. C.